# Scottish FA Cup 1875/76
Der Scottish FA Cup wurde 1875/76 zum 3. Mal ausgespielt. Der wichtigste schottische Fußballpokalwettbewerb begann im Oktober 1875 und endete mit dem Finalspiel am 11. März und dem notwendigen Wiederholungsspiel 18. März 1876. Der FC Queen’s Park konnte bei der dritten Austragung des Wettbewerbs zum dritten Mal gewinnen. Nach einem 1:1 im ersten Spiel gegen Third Lanark folgte eine Woche später ein 2:0-Sieg im Hampden Park von Glasgow.

## 1. Runde
Ausgetragen wurden die Begegnungen im Oktober 1875. Die Mannschaften die im jeweiligen Wiederholungsspiel Unentschieden gegeneinander spielten kamen eine Runde weiter.
|                     | Ergebnis |                                    |
| ------------------- | -------- | ---------------------------------- |
| FC Arthurlie        | 0:0      | FC Levern Hurlet                   |
| FC Caledonian       | 0:0      | FC Western                         |
| FC Clydesdale       | 1:0      | FC Eastern                         |
| FC Drumpellier      | 0:0      | FC Barrhead                        |
| FC Dumbarton        | 1:0      | FC Lennox                          |
| FC Dumbreck         | w/o      | Vale of Leven Rovers               |
| Hamilton Academical | 1:0      | FC Airdrie                         |
| Heart of Midlothian | 0:0      | 3rd Edinburgh Rifle Volunteers     |
| FC Helensburgh      | 1:0      | FC Star of Leven                   |
| FC Kilbirnie        | 1:0      | Ayr Thistle                        |
| FC Kilmarnock       | 8:0      | FC Ayr Eglinton                    |
| FC Mauchline        | w/o      | FC Ardrossan                       |
| FC Northern         | 4:0      | FC Ramblers                        |
| FC Queen’s Park     | 3:0      | Alexandra Athletic                 |
| Glasgow Rangers     | 7:0      | 1st Lanark Rifle Volunteers        |
| FC Renton           | 1:0      | FC Alclutha                        |
| Renton Thistle      | w/o      | FC Queen’s Park Juniors            |
| Glasgow Rovers      | w/o      | FC Oxford                          |
| FC Sandyford        | 0:0      | 23rd Renfrewshire Rifle Volunteers |
| FC St. Andrews      | 1:0      | FC Telegraphists                   |
| Third Lanark        | 2:0      | FC Havelock                        |
| FC Towerhill        | 2:0      | FC Lancelot                        |
| FC Vale of Leven    | w/o      | Vale of Leven Rovers               |
| FC West End         | 0:0      | FC Partick                         |

### Wiederholungsspiele
|                                    | Ergebnis |                     |
| ---------------------------------- | -------- | ------------------- |
| FC Barrhead                        | 0:1      | FC Drumpellier      |
| 3rd Edinburgh Rifle Volunteers     | 0:0      | Heart of Midlothian |
| FC Levern Hurlet                   | 4:0      | FC Arthurlie        |
| FC Partick                         | 0:0      | FC West End         |
| 23rd Renfrewshire Rifle Volunteers | 0:0      | FC Sandyford        |
| FC Western                         | 3:0      | FC Caledonian       |

## 2. Runde
|                   | Ergebnis |                                    |
| ----------------- | -------- | ---------------------------------- |
| FC Clydesdale     | 6:0      | FC Kilmarnock                      |
| FC Drumpellier    | 2:0      | Heart of Midlothian                |
| FC Dumbarton      | 2:1      | Renton Thistle                     |
| FC Dumbreck       | 2:0      | FC St. Andrews                     |
| Edinburgh Thistle | 0:0      | 3rd Edinburgh Rifle Volunteers     |
| FC Helensburgh    | 1:0      | 23rd Renfrewshire Rifle Volunteers |
| FC Kilbirnie      | 0:0      | FC Mauchline                       |
| FC Levern Hurlet  | 3:0      | Hamilton Academical                |
| FC Partick        | 2:0      | FC Towerhill                       |
| FC Queen’s Park   | 5:0      | FC Northern                        |
| Glasgow Rangers   | 1:2      | Third Lanark                       |
| Glasgow Rovers    | 6:0      | FC West End                        |
| FC Vale of Leven  | 3:0      | FC Renton                          |
| FC Western        | 3:0      | FC Sandyford                       |

### Wiederholungsspiele
|                                | Ergebnis |                   |
| ------------------------------ | -------- | ----------------- |
| 3rd Edinburgh Rifle Volunteers | 1:0      | Edinburgh Thistle |
| FC Mauchline                   | w/o      | FC Kilbirnie      |

## 3. Runde
Ausgetragen wurden die Begegnungen am 27. November 1875.
|                  | Ergebnis |                                |
| ---------------- | -------- | ------------------------------ |
| FC Dumbarton     | 5:1      | FC Drumpellier                 |
| FC Dumbreck      | 5:0      | FC Partick                     |
| FC Queen’s Park  | 2:0      | FC Clydesdale                  |
| Glasgow Rovers   | 4:0      | 3rd Edinburgh Rifle Volunteers |
| Third Lanark     | 3:0      | FC Levern Hurlet               |
| FC Vale of Leven | 6:0      | FC Mauchline                   |
| FC Western       | 2:0      | FC Helensburgh                 |

## Viertelfinale
Ausgetragen wurden die Begegnungen am 18. Dezember 1875.
|                  | Ergebnis |                |
| ---------------- | -------- | -------------- |
| FC Queen’s Park  | 2:0      | FC Dumbreck    |
| Third Lanark     | 5:0      | FC Western     |
| FC Vale of Leven | 2:0      | Glasgow Rovers |
| FC Dumbarton     | Freilos  |                |

## Halbfinale
Ausgetragen wurden die Begegnungen am 8. Januar 1876.
|                 | Ergebnis  |                  |
| --------------- | --------- | ---------------- |
| FC Queen’s Park | * 2:1 *   | FC Vale of Leven |
| Third Lanark    | ** 3:0 ** | FC Dumbarton     |

## Finale
| FC Queen’s Park                                                      | FC Queen’s Park | Third Lanark | Third Lanark |
| -------------------------------------------------------------------- | --- | --- | ------------ |
| FC Queen’s Park                                                      | \| 11. März 1876 um 15:00 Uhr (Ortszeit) in Glasgow (Hamilton Crescent) \| \| Ergebnis: 1:1 (0:1) \| \| Zuschauer: 10.000 \| \| Schiedsrichter: A. S. McBride ( Schottland) \| \| Spielbericht \| | \| 11. März 1876 um 15:00 Uhr (Ortszeit) in Glasgow (Hamilton Crescent) \| \| Ergebnis: 1:1 (0:1) \| \| Zuschauer: 10.000 \| \| Schiedsrichter: A. S. McBride ( Schottland) \| \| Spielbericht \| | Third Lanark |
| FC Queen’s Park                                                      | John Dickson – Angus MacKinnon, Charles Campbell, Thomas Lawrie, James Phillips, Henry McNeil, Robert Neill, Joseph Taylor , Angus MacKinnon, Billy MacKinnon, David McGill, Thomas Highet        | Wallace – John Hunter, J. Watson, White, Davie Davidson, Crichton – W. Drinnan, Scoular, McDonald, William Miller, Robert Walker                                                                  | Third Lanark |
| 11. März 1876 um 15:00 Uhr (Ortszeit) in Glasgow (Hamilton Crescent) | | |              |
| Ergebnis: 1:1 (0:1)                                                  | | |              |
| Zuschauer: 10.000                                                    | | |              |
| Schiedsrichter: A. S. McBride ( Schottland)                          | | |              |
| Spielbericht                                                         | | |              |

## Wiederholungsfinale
| FC Queen’s Park                                                 | FC Queen’s Park | Third Lanark | Third Lanark |
| --------------------------------------------------------------- | --- | --- | ------------ |
| FC Queen’s Park                                                 | \| 18. März 1876 um 15:00 Uhr (Ortszeit) in Glasgow (Hampden Park) \| \| Ergebnis: 2:0 (0:0) \| \| Zuschauer: 6.000 \| \| Schiedsrichter: A. S. McBride ( Schottland) \| \| Spielbericht \| | \| 18. März 1876 um 15:00 Uhr (Ortszeit) in Glasgow (Hampden Park) \| \| Ergebnis: 2:0 (0:0) \| \| Zuschauer: 6.000 \| \| Schiedsrichter: A. S. McBride ( Schottland) \| \| Spielbericht \| | Third Lanark |
| 18. März 1876 um 15:00 Uhr (Ortszeit) in Glasgow (Hampden Park) | | |              |
| Ergebnis: 2:0 (0:0)                                             | | |              |
| Zuschauer: 6.000                                                | | |              |
| Schiedsrichter: A. S. McBride ( Schottland)                     | | |              |
| Spielbericht                                                    | | |              |